# Public Broadcasting Service
Ne doit pas être confondu avec Public Service Broadcasting ou Public Broadcasting Services.
Pour les articles homonymes, voir PBS.
Public Broadcasting Service (PBS;  litt. « Service public de radiodiffusion ») est un réseau de télévision public à but non lucratif comptant plus de 330 stations de télévision membres aux États-Unis qui le détiennent en propriété collective. Son siège est situé à Alexandria, en Virginie.

## Histoire

### Identité visuelle
À l'occasion de son 50e anniversaire, le réseau dévoile un nouveau logo et une nouvelle charte graphique le 4 novembre 2019.

Historique des logos de PBS
Logo de PBS de 1970 à 1971.
Première ère des logos du 6 février 1971 à septembre 1984.
Ères 2 à 8 des logos du 4 septembre 1984 à novembre 2019.

## Présentation
PBS est le fournisseur le plus important de programmes télévisés aux stations de télévision publiques américaines, distribuant des émissions et séries telles que Sesame Street, Nova, Arthur, PBS NewsHour, Great Performances, Masterpiece, et Frontline. Depuis le milieu des années 2000, les sondages de Roper commandés par PBS ont toujours placé le service comme l'institution nationale la plus fiable d'Amérique. Toutefois, PBS n'est pas responsable de toute la programmation des stations de télévision publiques ; en fait, les stations reçoivent habituellement une grande partie de leur contenu de sources tierces comme American Public Television (en), NETA, WTTW National Productions (en) et des producteurs indépendants. Cette distinction est une source fréquente de confusion chez les spectateurs.
PBS possédait également une filiale nommée National Datacast (en) (NDI), qui offrait des services de diffusion de données via ses stations-membres. Ceci aidait PBS et ses stations-membres à collecter des revenus supplémentaires. Elle a cessé ses opérations en 2015.
D'après l'universitaire Rodney Benson, PBS est fortement soumise aux pressions de ses grands donateurs. Elle diffuse ainsi des documentaires favorables aux entreprises qui la financent comme Dow Chemical.

## Canada
Les stations PBS en bordure de la frontière canadienne perçoivent aussi des dons des téléspectateurs canadiens. Ces stations autorisées par le CRTC sont distribuées par satellite, câble et IPTV.
Le marché québécois reçoit deux stations, soit WETK-TV (Vermont Public) et WCFE-TV (Mountain Lake PBS), qui diffusent des émissions à des heures différentes, et produisent du contenu local. 